# نیرنگ گدا
نیرنگ گدا (انگلیسی: The Beggar's Deceit) فیلمی بریتانیایی است در ژانر صامت و کمدی به کارگردانی سسیل هپوورت که در سال ۱۹۰۰ منتشر شد. موضوع فیلم در مورد یک گدای بدون پاست.